# Pilagá
Ne doit pas être confondu avec Pilagá (langue).

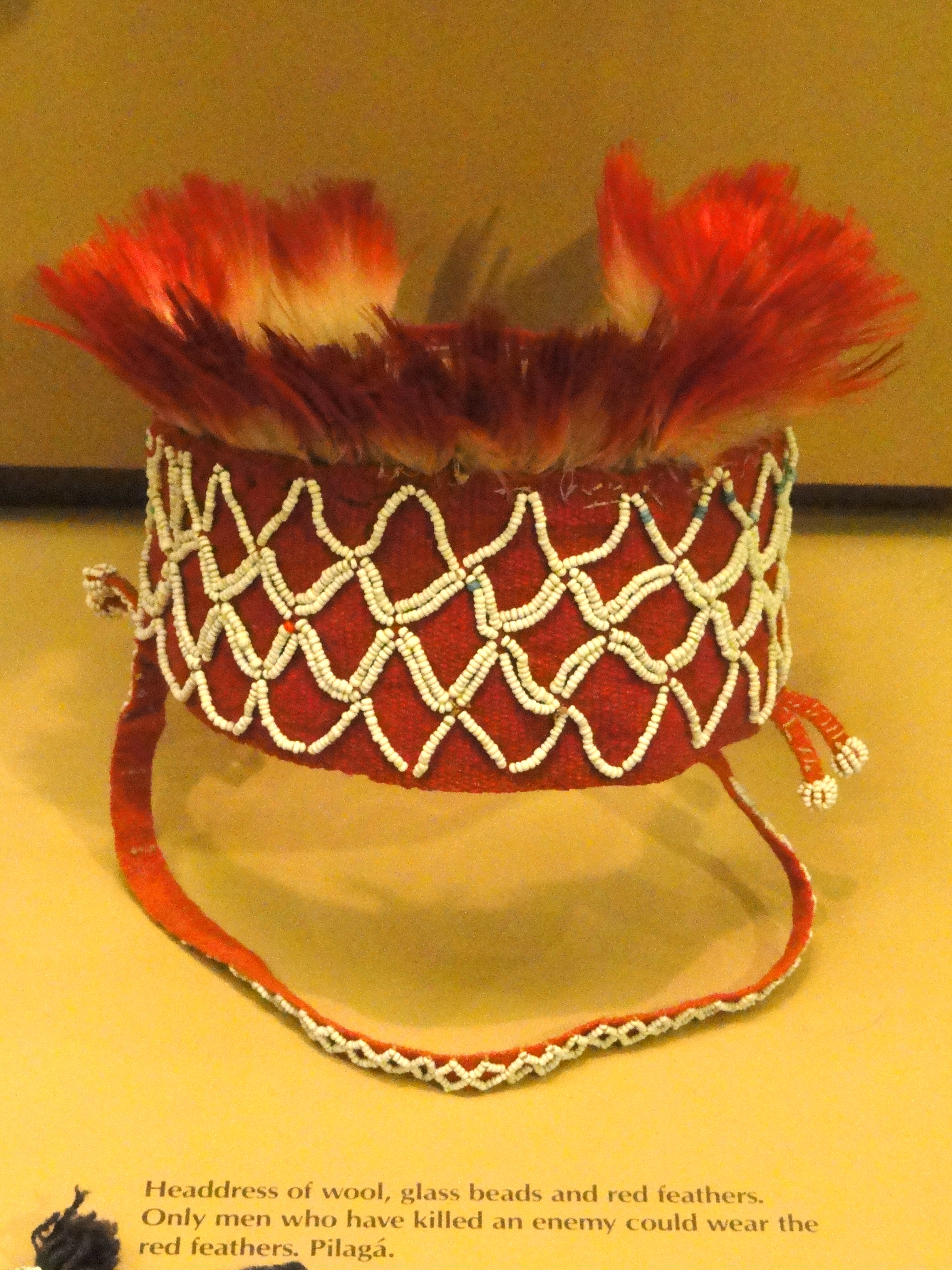
Coiffure pilagá (Musée américain d'histoire naturelle

Les Pilagás sont un peuple amérindien de la famille Guaycurú qui habite au centre de la province de Formosa, en Argentine. Certains groupes vivent également dans la province du Chaco.
Comme les Abipones, les Mocovís et les Tobas, ils furent appelés Frentones par les Espagnols et Guaycurús par les Guaranís, à cause de l'habitude qu'ils avaient de se raser la partie antérieure (frontale) du crâne.
Ils parlent leur propre langue ainsi que le castillan.
Ils étaient plus ou moins 4 500 en 2004-2005 , répartis en 19 communautés du centre de la province de Formosa. Ces communautés sont : Campo del Cielo, Ayo La Bomba, El Simbolar, El Descanso, Pozo Molina, La Línea, Laqtasatanyi, Barrio Qompí Juan Sosa (à Pozo del Tigre), La Yolita ou Ceferino Namuncurá, Pozo Navagan, Cacique Coquero, Kilómetro 12, Estanislao del Campo, San Martín 2, Pozo de los Chanchos, Sanchez Ibarreta, Juan Bautista Alberdi, Bartolomé de las Casas (partagée avec les Tobas) et Colonia El Calaudillal.
Ils ont pu conserver une grande partie de leur culture autochtone. Ils sont de grande taille et de complexion forte.
À l'origine ils étaient chasseurs et cueilleurs. Parmi les fruits qu'ils collectaient, on comptait ceux du caroubier du Chaco, du chañar, du mistol, du tuna ou figuier de Barbarie et du molle.

## Le massacre de Rincón Bomba

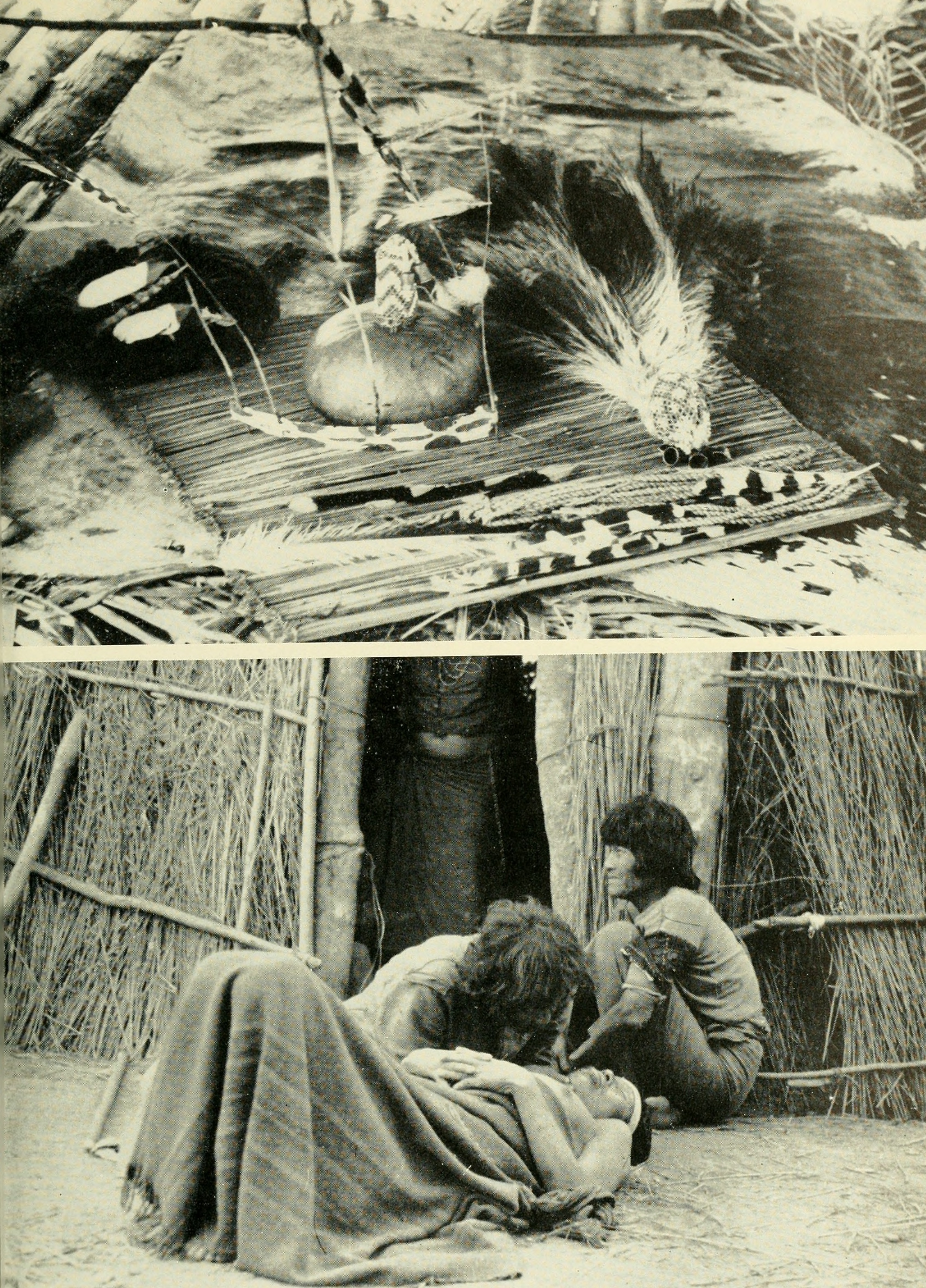
Photos d'indiens de la région du Gran Chaco vers 1901, collectées et proposées en 1946 par Claude Levi-Strauss et Alfred Métraux au Bulletin de la Smithsonian Institution. Bureau of American Ethnology. Traduction du texte d'accompagnement : "Planche 73 - Chamanisme dans le Chaco - En haut: la tenue et l'équipement du chaman Caduveo. (Courtesy Claude Levi-Strauss.) - En bas: Un chaman Pilagá souffle sur un malade. (Courtesy Alfred Métraux.)

En 1947, les Pilagás furent victimes d'un massacre perpétré par la gendarmerie argentine à Rincón Bomba. Entre 400 et 500 d'entre eux, tous sans défense, y laissèrent leur vie, et il y eut 200 disparus. Ces faits, occultés pendant des décennies, ont été mis au jour en 2005, à la suite d'une action en justice engagée par la Federación Pilagá contre l'État argentin.